# Frederick Thayre
Frederick James Harry Thayre (20 de Outubro de 1894 - 9 de Junho de 1917) foi um piloto britânico durante a Primeira Guerra Mundial. Em conjunto com os seus observadores e atiradores, abateu 20 aeronaves inimigas, o que fez dele um ás da aviação.